# Le Samyn 2020
La 52e édition du Samyn, une course cycliste masculine sur route, a lieu en Belgique le 3 mars 2020. L'épreuve est disputée sur 201,9 kilomètres entre Quaregnon et Dour. Elle fait partie du calendrier UCI Europe Tour 2020 en catégorie 1.1. 
L'épreuve est remportée au sprint par le Français Hugo Hofstetter (Israel Start-Up Nation). Il devance sur le podium le Belge Aimé De Gendt (Circus-Wanty Gobert) et le Néerlandais David Dekker (SEG Racing Academy).

## Équipes participantes
| WorldTeams (6)- AG2R La Mondiale - Deceuninck-Quick Step - Israel Start-Up Nation - Lotto Soudal - NTT Pro Cycling - Trek-Segafredo ProTeams (10)- Alpecin-Fenix - Arkéa-Samsic - B&B Hotels-Vital Concept p/b KTM - Bingoal-Wallonie Bruxelles - Caja Rural-Seguros RGA - Circus-Wanty Gobert - Riwal Readynez - Sport Vlaanderen-Baloise - Total Direct Énergie - Uno-X Norwegian Development Équipes continentales (9)- Akros-Excelsior-Thömus - Canyon DHB p/b Bloor Homes - Équipe continentale Groupama-FDJ - Leopard - Metec-TKH-Mantel - Natura4Ever-Roubaix Lille Métropole - SEG Racing Academy - Tarteletto-Isorex - Vitus Pro Cycling p/b Brother UK |
| |

## Classements

### Classement final
| \| Classement général \| Classement général \| Classement général \| Classement général \| Classement général \| \| Coureur \| Coureur \| Pays \| Équipe \| Temps \| \| ------------------ \| ------------------ \| ------------------ \| ---------------------- \| ------------------ \| \| 1er \| Hugo Hofstetter \| France \| Israel Start-Up Nation \| 4 h 42 min 02 s \| \| 2e \| Aimé De Gendt \| Belgique \| Circus-Wanty Gobert \| + 0 s \| \| 3e \| David Dekker \| Pays-Bas \| SEG Racing Academy \| + 0 s \| \| 4e \| Clément Venturini \| France \| AG2R La Mondiale \| + 0 s \| \| 5e \| Florian Sénéchal \| France \| Deceuninck-Quick Step \| + 0 s \| \| 6e \| Giacomo Nizzolo \| Italie \| NTT Pro Cycling \| + 0 s \| \| 7e \| Alex Kirsch \| Luxembourg \| Trek-Segafredo \| + 0 s \| \| 8e \| Gianni Vermeersch \| Belgique \| Alpecin-Fenix \| + 0 s \| \| 9e \| Tim Declercq \| Belgique \| Deceuninck-Quick Step \| + 0 s \| \| 10e \| Dries Van Gestel \| Belgique \| Total Direct Énergie \| + 0 s \| |                   |            |                        |                 |
| |                   |            |                        |                 |
| Source : ProCyclingStats |                   |            |                        |                 |
| Classement général |                   |            |                        |                 |
| Coureur | Coureur           | Pays       | Équipe                 | Temps           |
| 1er | Hugo Hofstetter   | France     | Israel Start-Up Nation | 4 h 42 min 02 s |
| 2e | Aimé De Gendt     | Belgique   | Circus-Wanty Gobert    | + 0 s           |
| 3e | David Dekker      | Pays-Bas   | SEG Racing Academy     | + 0 s           |
| 4e | Clément Venturini | France     | AG2R La Mondiale       | + 0 s           |
| 5e | Florian Sénéchal  | France     | Deceuninck-Quick Step  | + 0 s           |
| 6e | Giacomo Nizzolo   | Italie     | NTT Pro Cycling        | + 0 s           |
| 7e | Alex Kirsch       | Luxembourg | Trek-Segafredo         | + 0 s           |
| 8e | Gianni Vermeersch | Belgique   | Alpecin-Fenix          | + 0 s           |
| 9e | Tim Declercq      | Belgique   | Deceuninck-Quick Step  | + 0 s           |
| 10e | Dries Van Gestel  | Belgique   | Total Direct Énergie   | + 0 s           |

### Classements UCI
La course attribue des points au Classement mondial UCI 2020 selon le barème suivant.
| Position           | 1er | 2e | 3e | 4e | 5e | 6e | 7e | 8e | 9e | 10e | 11e | 12e | 13e à 15e | 16e à 25e |
| Classement général | 125 | 85 | 70 | 60 | 50 | 40 | 35 | 30 | 25 | 20  | 15  | 10  | 5         | 3         |